# Coccophagus acanthosceles
Coccophagus acanthosceles es una avispilla perteneciente a la familia Aphelinidae. Se encuentra en el sur de Asia.
Es un parasitoide de cochinillas de la familia Coccidae entre las que se incluyen Saissetia formicarii y miembros del género Lecanium.